# Puccinia porri
Puccinia porri ist eine Ständerpilzart aus der Ordnung der Rostpilze (Pucciniales). Der Pilz ist ein Endoparasit verschiedener Lauche. Symptome des Befalls durch die Art sind Rostflecken auf den Blattoberflächen der Wirtspflanzen. Das Verbreitungsgebiet umfasst ein holarktisches Areal.

## Merkmale

### Makroskopische Merkmale
Puccinia porri ist mit bloßem Auge nur anhand der auf der Oberfläche des Wirtes hervortretenden Sporenlager zu erkennen. Sie wachsen in 1 × 1–5 mm großen Nestern, die als rötliche bis braune Flecken auf den Blattoberflächen erscheinen.

### Mikroskopische Merkmale
Das Myzel von Puccinia porri wächst wie bei allen Puccinia-Arten interzellulär und bildet Saugfäden, die in das Speichergewebe des Wirtes wachsen. Die Aecien sind becherförmig und wachsen in elliptischen Ringen. Sie besitzen kugelige bis eiförmige Aecidiosporen von 22–32 × 21–24 µm, die hyalin und warzig sind. Die Uredien sind unstrukturiert. Ihre Uredosporen sind meist ellipsoid, 28–32 × 21–28 µm groß, braun und warzig. Die Telien der Art sind rundlich oder länglich. Die Teleutosporen sind ein- bis zwei-, selten dreizellig, variabel geformt und 17–63 × 17–24 µm groß; ihre Stiele sind kurz und farblos.

## Artabgrenzung
Der Porree-Rost (Puccinia allii) ist sehr ähnlich und wird oft als synonym angesehen. Dieser hat zweizellige Teliosporen in den Telien, die Paraphysen besitzen.

## Verbreitung
Das Verbreitungsgebiet von Puccinia porri umfasst die gesamte Nordhalbkugel.

## Ökologie
Die Wirtspflanzen von Puccinia porri sind diverse Lauche (Allium spp.). Der Pilz ernährt sich von den im Speichergewebe der Pflanzen vorhandenen Nährstoffen, seine Sporenlager brechen später durch die Blattoberfläche und setzen Sporen frei. Die Art verfügt über einen Entwicklungszyklus mit Uredien, Telien und Aecidien. Der Pilz überwintert an befallenen Pflanzenresten oder an Porreestangen, die über Winter im Beet stehen bleiben, bzw. an in der Nähe wachsendem Schnittlauch. Befallene Pflanzenreste sollten daher nicht auf den Kompost.